# Karlo Mirth
Karlo Mirth (Otočac, 15. srpnja 1917. – Farmington, Connecticut, 21. prosinca 2013.), bio je hrvatski publicist, urednik, poliglot, izdavač i esejist, jedna je od vodećih intelektualnih osobnosti hrvatske dijaspore na sjevernoameričkome kontinentu u drugoj polovici 20. stoljeća. Djelovao je u SAD-u i Španjolskoj.

## Životopis
Karlo Mirth rodio se je u Otočcu 1917. godine. Pripadnik treće generacije hrvatskih emigranata na Zapad, Mirth se put Zapada otisnuo nakon 1945. godine, postavši izbjeglica u kampu raseljenika u talijanskome Fermu. U Zagrebu je 1942. godine završio studij šumarstva. Od 1946. do 1962. godine studirao je novinarstvo u Rimu, španjolski jezik u Barceloni i bibliotekarstvo i informacijske znanosti u New Yorku. U tom vremenu pokreće, uređuje i sudjeluje u vođenju nekih temeljnih intelektualnih i kulturno-znanstvenih institucija hrvatske dijaspore: časopisa Croatia Press  i Journal of Croatian Studies te Hrvatske Akademije Amerike (utemeljena 19. travnja 1953. godine) kojoj je predsjednikom postao 1958. godine. Časopis Croatia Press izlazio je od 1947. do 1980. godine i izišlo je 304 broja na više od 3.300 stranica magazinskoga formata. Mirth se pokazao kao odličan organizator i neumorni kroničar svih važnijih političkih, kulturnih i društvenih događaja u Hrvatskoj, Jugoslaviji i emigraciji. 

## Djela
- Život u emigraciji, Matica hrvatska, Zagreb, 2003.

Književno-publicističko djelo Život u emigraciji Karla Mirtha knjiga je dojmljivih i povijesno vrijednih sjećanja na autorov uzbudljiv emigrantski životni put i na susrete s Ivanom Meštrovićem, Bogdanom Radicom, Vladkom Mačekom, nadbiskupom Ivanom Šarićem, slikarom Kristijanom Krekovićem, kartografom Stjepanom Horvatom i ostalim znamenitim Hrvatima. Život u emigraciji dokumentarni je portret jednoga vremena i pomalo gorko svjedočenje o tužnoj činjenici nerazumijevanja između domovinskih Hrvata i Hrvata u emigraciji.
- Iz uspomena na Meštrovića, Posebni otisak: Hrvatska revija ; god. 12, sv. 4 (48). Buenos Aires, 1962.[3]
- Meštrović in America: “Living from the Clod of Croatian Soil Attached to His Roots”, New York, 1985.[4]

## Odličja
- 1995.: Odlikovan je Redom Danice hrvatske s likom Antuna Radića.[5]
- 1995.: Odlikovan je Redom hrvatskog pletera.[6]

## Spomen
- U rodnome gradu postavljena je skulptura s njegovim isklesanim likom na kamenom kubusu u Gačanskome parku hrvatske memorije, koju je inicirala i organizirala Katedra Čakavskog sabora.[7]